# Краснопілля (станція)
Краснопілля (МФА: [krɐsn̪oˈpʲiʎːɐ] ( прослухати)) — проміжна залізнична станція Сумської дирекції залізничних перевезень Південної залізниці на одноколійній неелектрифікованої лінії Баси — Пушкарне між станціями Корчаківка та Пушкарне. Розташована в однойменному селищі Сумського району Сумської області.

## Пасажирське сполучення
Станом на 2024 рік на станції зупиняються приміські поїзди сполученням Суми — Краснопілля.

## Галерея

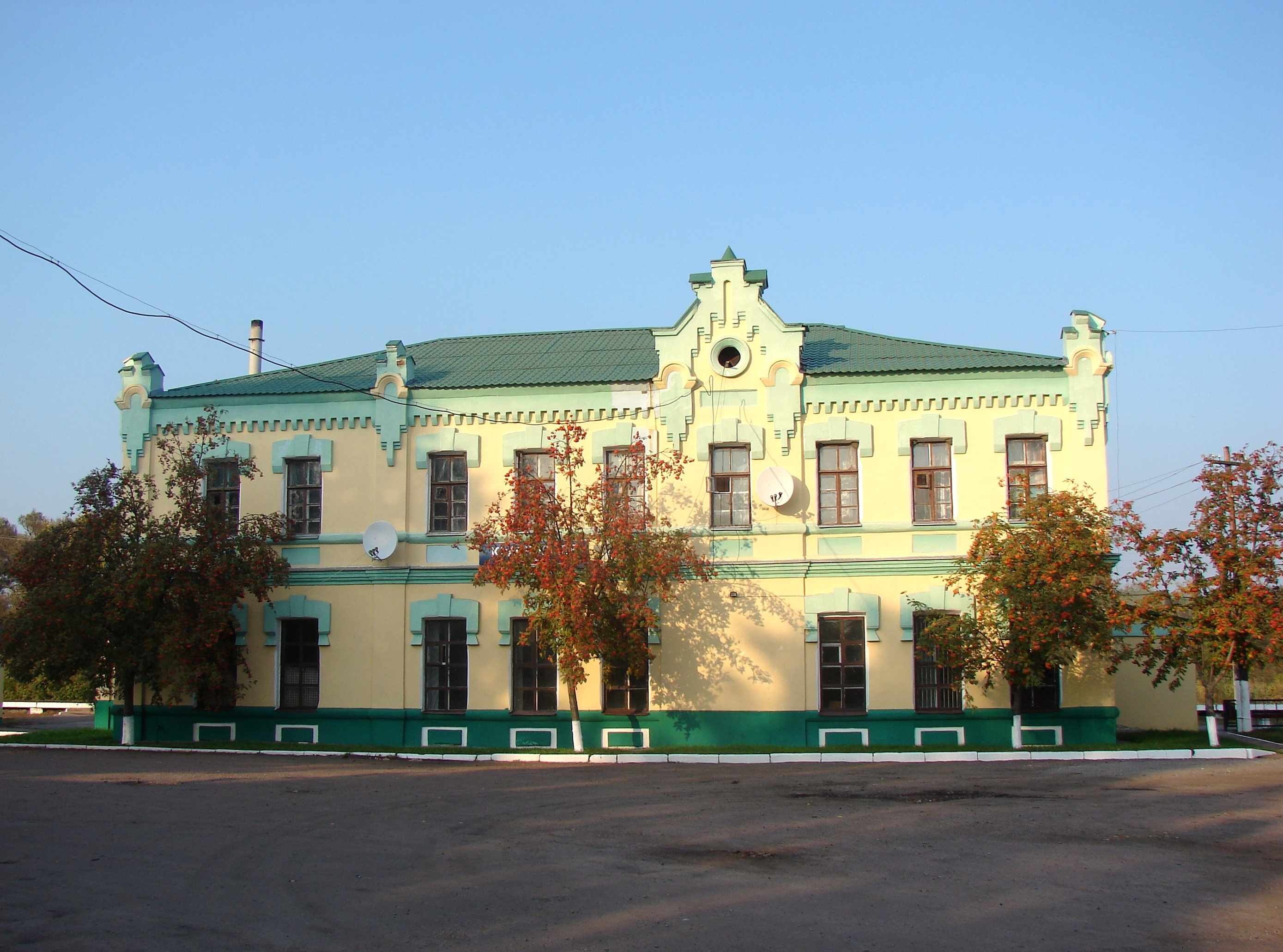
Вокзал станції Краснопілля
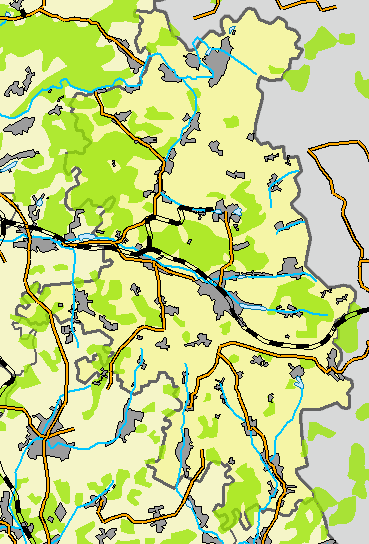
Схема залізниці у Краснопільській селищній громаді